# Circolo Matematico di Palermo
(Edmund Landau)
Il Circolo Matematico di Palermo è un'organizzazione e associazione accademica di matematica, fondata nel 1884 da Giovanni Battista Guccia, la più antica società del genere in Italia.

## Storia
La nascita del circolo matematico si deve all'iniziativa individuale dello studioso Giovanni Battista Guccia, che ne promosse e realizzò la fondazione a Palermo il 2 marzo 1884. 
L'elenco dei 27 soci fondatori comprendeva, tra gli altri, il fisico Augusto Righi, i matematici Giuseppe Albeggiani, Michele Gebbia e Alfredo Capelli, gli architetti e ingegneri Giuseppe Damiani Almeyda, Rosario Alagna e Giovanni Salemi Pace.
Se si eccettuano le accademie, il circolo è la più antica società matematica d'Italia.
Dal mese di febbraio 1888, lo statuto sociale permise l'associazione anche di membri stranieri: grazie a quella modifica statutaria, il circolo raggiunse ben presto il suo scopo, "diventando una società internazionale di altissima qualità con una prestigiosa pubblicazione matematica".
Del consiglio direttivo fecero parte tutti i protagonisti della ricerca matematica dell'epoca, da Henri Poincaré a David Hilbert, da Felix Klein a Federigo Enriques, e poi Giuseppe Albeggiani, Augusto Righi, Michele Gebbia, Alfredo Capelli, Rosario Alagna e molti altri. Quella del Circolo fu dunque un'importante realtà in un periodo di grande dinamismo culturale ed economico per Palermo.
Il Circolo Matematico fu un punto di riferimento della comunità matematica internazionale in particolare nei primi anni del Novecento, ed ebbe tra i suoi soci Jules Henri Poincaré, David Hilbert, Felix Klein, Federico Enriques.
Come scrisse lo stesso Guccia nel 1906, lo scopo del Circolo era quello di Diffondere la produzione matematica del mondo intero. Furono molte le prestigiose pubblicazioni sui Rendiconti, come per esempio i lavori epocali di Poincaré sulle equazioni della fisica-matematica (1894), la topologia algebrica (1899 e 1904) o la dinamica dell'elettrone (1906). 
Con la morte di Giovanni Battista Guccia il 29 ottobre 1914 e l'entrata in guerra delle nazioni europee, si chiuse un'epoca di cui il Circolo era stato felice espressione. Le attività ripresero nel dopoguerra, tra le macerie di un conflitto che aveva colpito e diviso anche la comunità internazionale dei matematici.

## Pubblicazioni
La sua rapida ascesa e il prestigio internazionale furono dati in particolare dai Rendiconti del Circolo Matematico di Palermo (Rend. Circ. Mat. Palermo, ISSN 0009-725X), ovvero il periodico che il Circolo pubblicava sotto la direzione di Guccia, definito da Edmund Landau il migliore giornale matematico del mondo. 
Fondato dallo stesso Guccia nel 1885 e uscito in due serie: la prima serie, dalla fondazione al 1941; in seconda serie, dal 1952 in poi.
La pubblicazione parte del gruppo editoriale Springer Science+Business Media. Editori in capo ne sono Ciro Ciliberto, Gianni Dal Maso, Pasquale Vetro.
Sul periodico sono stati pubblicati importantissimi studi, che ebbero grandissima influenza sulla matematica. Tra questi vi sono: Sur la dynamique de l’électron (1906) di Henri Poincaré, l'introduzione dei numeri normali di Émile Borel, la prima pubblicazione del teorema di Plancherel, il teorema di Carathéodory, la dimostrazione di Hermann Weyl del teorema di equidistribuzione, a una delle appendici alla "Analysis Situs", opera seminale di Henri Poincaré.